# Ceratina acantha
Ceratina acantha är en biart som beskrevs av Léon Abel Provancher 1895. Den ingår i släktet märgbin, och familjen långtungebin. Inga underarter finns listade i Catalogue of Life. Utbredningsområdet omfattar Nordamerikas västkust.

## Beskrivning
Ceratina acantha är ett litet bi med metallglänsande kropp, mörkt blågrön hos hanen, grönaktigt svart hos honan. Metallglansen saknas på munskölden (clypeus) och käkarna, samt hos honan även överläppen (labrum). Hanens käkar är mörkt rödbruna. Antennerna är gråbruna med ljusare undersida medan benen är övervägande gråbruna med rödbruna fötter hos honan, svarta med gråbruna till mörkt rödbruna fötter hos hanen. Arten har elfenbenssvita markeringar i ansiktet: Hos honan är det bara några få markeringar på munskölden och enstaka fläckar på skenbenen, medan hanen har nästan hela munskölden markerad, och dessutom fläckar på överläppen och skenbenens nedre delar. Arten har gles behåring, ljust gulaktig hos honan, nästan vit hos hanen.

## Utbredning
Arten förekommer längs Nordamerikas västkust från British Columbia i Kanada över Washington, Oregon, Idaho, Kalifornien, Nevada, Utah, Colorado och Arizona i USA till delstaterna Baja California och Sonora i Mexiko.

## Ekologi
Ceratina acantha kan vara partenogenetisk, det vill säga honorna kan föda ungar utan föregående befruktning. Detta sker dock bara i vissa områden i södra Kalifornien; i övriga delar av utbredningsområdet sker förökningen på sexuell väg. De asexuellt födda ungarna blir alla honor, inte, vilket är vanligt bland bin, hanar.
Arten är polylektisk, den flyger till blommande växter från många olika familjer, som isörtsväxter, sumakväxter, korgblommiga växter, flockblommiga växter, berberisväxter, strävbladiga växter, korsblommiga växter, kaprifolväxter, ärtväxter, vindeväxter, ripsväxter, kransblommiga växter, lagerväxter, malvaväxter, vallmoväxter, videväxter, rosväxter, ranunkelväxter, flugtrumpetväxter och flenörtsväxter.
Som alla märgbin bygger arten sitt bo i växtmärg, för denna art främst i buskar eller små träd som fläderarter och gudaträdsarter.